# Dilophus disagrus
Dilophus disagrus är en tvåvingeart som först beskrevs av Speiser 1909.  Dilophus disagrus ingår i släktet Dilophus och familjen hårmyggor.
Artens utbredningsområde är Tanzania. Inga underarter finns listade i Catalogue of Life.